# Gräberfeld von Zvejnieki
Das Gräberfeld von Zvejnieki liegt auf einer kleinen Erhebung am nordöstlichen Ufer des Burtnieker Sees im nördlichen Lettland, etwa 200 m von einer Siedlung der Narva-Kultur entfernt. Es ist das bestuntersuchte Gräberfeld der baltischen mesolithischen Narva-Kultur. Mit über 300 meso- und neolithischen Gräbern aus dem 7. bis 3. Jahrtausend v. Chr. ist es zugleich das größte Gräberfeld aus dieser Zeit in Nordeuropa. Es liefert Informationen zur kulturellen Kontinuität vom Mesolithikum durch das Neolithikum bis in die Zeit der Schnurkeramik im 3. Jahrtausend mit ihren typischen Hockerbestattungen.

## Bestattungsbrauch
Die früheren Toten wurden gestreckt, in Felle gehüllt und mit Ocker bestäubt bestattet. Gelegentlich wurden Kollektivgräber mit zwei bis sechs Toten übereinander gefunden, wie auch bei den Bestattungen der Dnjepr-Donez-Kultur. Die Grabbeigaben bestanden aus Anhängern und Halsketten aus Eber-, Elch- und Hirschzähnen (Grandeln). Später kamen Anhänger aus Dachs-, Fuchs-, Hunde-, Marder- und Wolfszähnen sowie Anhänger und Perlen aus Bernstein hinzu. Geschnitzte Skulpturen aus Knochen zeigen Elchkühe und Vögel. In den Gräbern gefundene Vogelknochen lassen vermuten, dass den Toten Vögel ins Grab gelegt wurden. Einige Gräber wurden unter den Häusern gefunden.

## Andere Gräberfelder
In Narva Nr. 1 waren ein Erwachsener und ein Kind unter dem Fußboden begraben. Schädel ohne Skelette fand man in Sventoji Nr. 23. Hier wurde unter den Schädelknochen ein Bernsteinanhänger entdeckt.

## Grabungsgeschichte
Das Gebiet um den See ist reich an archäologischen Fundstellen und spielt eine wichtige Rolle in der Archäologie Lettlands. Erste Grabungen wurden 1875 vom örtlichen Freiherren und Archäologen Carl Georg von Sievers unternommen. Von diesem eingeladen, war zeitweise auch der Pathologe Rudolf Virchow zur Beurteilung der Funde anwesend. Das bedeutendste Forschungsprojekt waren die Ausgrabungen von Francis Zagorskis (1929–1986) in den 1960er und Anfang der 1970er Jahre, der mehr als 300 Begräbnisse freilegte. Ab 2005 wurden geologische und palaeoökologische Untersuchungen durchgeführt, um die Umweltgeschichte des Platzes zu erforschen. Der Fokus der archäologischen Ausgrabung lag auf der Beziehung zwischen der Siedlung und dem Gräberfeld. 2005 und 2006 wurden unausgegrabene Gebiete untersucht, um Siedlungsschichten zu identifizieren, die Zeitstellung zu bestimmen und neue Gräber ausfindig zu machen und auszugraben. Während die Mehrheit des Gräberfeldes bereits ausgegraben war, wurde ein Teil nicht untersucht. Von 2005 bis 2007 wurden 13 neue Gräber entdeckt und nach zeitgemäßem Standard untersucht.